# Krzeszyce
Krzeszyce (Duits: Kriescht) is een dorp in het Poolse woiwodschap Lubusz, in het district Sulęciński. De plaats maakt deel uit van de gemeente Krzeszyce en telt 1400 inwoners.